# Brienz
Brienz é uma comuna da Suíça, no Cantão Berna, com cerca de 3.013 habitantes. Estende-se por uma área de 47,99 km², de densidade populacional de 63 hab/km². Confina com as seguintes comunas: Brienzwiler, Flühli (LU), Grindelwald, Hofstetten bei Brienz, Iseltwald, Meiringen, Oberried am Brienzersee, Schwanden bei Brienz.
A língua oficial nesta comuna é o Alemão.